# Servicio público
Los servicios públicos son el conjunto de actividades y subsidios permitidos, reservados o exigidos a las administraciones públicas por la legislación en cada Estado, y tienen como finalidad responder a diferentes imperativos del funcionamiento de la sociedad y, en última instancia, favorecer la realización efectiva del desarrollo personal, económico, la igualdad y el bienestar                social.Suelen ser servicios esenciales, ya que los costos corren a cargo de los contribuyentes a través del Estado (gasto público). Tienen una presencia especialmente significativa en los países de economía mixta que siguen modelos político-económicos como el Estado social o Estado del bienestar. A menudo suele ser tratado en los organismos internacionales como un elemento fundamental dentro del  Estado de bienestar.Genéricamente, un servicio esencial es una actividad desarrollada por una institución pública o privada con el fin de satisfacer una necesidad básica del conjunto de la sociedad, sin malgastar los recursos públicos.Los consumidores y usuarios de servicios públicos están protegidos por la ley de defensa del consumidor ,  que los ampara frente a las empresas prestadoras de servicios, como  el gas, la luz o el teléfono y establece que cuando el consumidor hace un reclamo por fallas en el servicio, las empresas tienen la obligación de registrar su reclamo por cualquier medio disponible.

## Regulación comparada

### Chile
Conforme a la Ley de Bases de la Administración, en su art. 25, los servicios públicos son "órganos administrativos 
encargados de satisfacer necesidades colectivas, de manera regular y continua", abarcando en su concepto los principios de pertenencia al orden legal administrativo, utilidad pública y continuidad funcional.
La misma ley señala en el art. 29 que los servicios públicos pueden ser:
- centralizados: sin personalidad jurídica ni patrimonio propios (adscritos al patrimonio del Fisco), bajo la dependencia directa del ministerio respectivo (es decir, actúan mediante órdenes directas).
- descentralizados: con personalidad jurídica y patrimonio propio, bajo la supervigilancia del ministerio respectivo (es decir, actúan con relativa autonomía, sólo habiendo facultades revisoras, pero no de mando directo, del superior).

Asimismo la doctrina señala a los servicios señalados en el art. 21 inc. 2º de esta ley como servicios "acentralizados", al no estar sujetos a las reglas especiales de organización de esta ley, sin perjuicio de si tienen o no personalidad jurídica. Por ejemplo, la Contraloría, el Banco Central, las Municipalidades, las Fuerzas Armadas, etc.

### España
En España, dice el Artículo 128 de la Constitución Española que

1. Se reconoce la iniciativa pública en la actividad económica. Mediante ley se podrá reservar al sector público recursos o servicios esenciales, especialmente en caso de monopolio y asimismo acordar la intervención de empresas cuando así lo exigiere el interés general.

Artículo 128, Constitución española de 1978

Independientemente de la forma de gestión de los servicios públicos, el Artículo 106 reconoce el derecho a los particulares a ser indemnizados contra las lesiones y daños a sus bienes o derechos como consecuencia de los servicios públicos.
La mayoría de servicios públicos relativos al transporte, así como algunos referidos a suministros básicos como el agua o la energía, están regulados por las obligaciónes de servicio público.

## Sectores
En la vida cotidiana de cualquier sociedad medianamente desarrollada podemos hallar innumerables servicios públicos, desde los más antiguos como el correo, hasta los más modernos. 
Los más reconocidos son, entre otros, los siguientes:
- Servicio de abastecimiento de agua
- Servicio de biblioteca pública
- Servicio de educación
- Servicio de electricidad
- Servicio de emergencia
- Servicio de gas
- Servicio de gestión de residuos
- Servicio judicial
- Servicio militar (vid. Fuerzas Armadas)
- Servicio de planeamiento urbanístico
- Servicio postal
- Servicio de protección medio ambiental
- Servicio de radiodifusión pública
- Servicio de sanidad
- Servicio de seguridad
- Servicio social
- Servicio de telecomunicaciones
- Servicio de transporte público
- Servicio de tratamiento de aguas residuales
- Servicio de vivienda pública

Hoy en día gracias a la tecnología podemos nombrar también un número de empresas modernas considerable, desde radio emisoras y televisoras hasta empresas de acceso a Internet entre otras que podrían encuadrarse bajo la definición de servicio público, aunque hay quienes discrepan con su inserción en el mismo rubro.

### Comunicación y servicios públicos
Debido al aumento de la inmigración, muchas personas cuyo idioma es diferente al local utilizan servicios públicos. En principio, todas las personas deberían tener acceso a estos servicios, dado que en muchos casos el acceso igualitario es requerido por la ley. Asimismo, una buena comunicación es importante para que estos puedan proveer una ayuda eficaz a quienes los utilizan. En este sentido, problemas de comunicación pueden llevar a tomar decisiones equivocadas y a resultados deficientes, por lo que se deberían ofrecer comunicaciones que se adapten a las personas con habilidades limitadas en el idioma del país en el que residen.
Una revisión sistemática de cuatro estudios comparativos examinó la eficacia de las ayudas comunicacionales entre los servicios públicos y los inmigrantes. Estas ayudas se dividieron en tres categorías: 
- Comunicación verbal o directa.
- Comunicación escrita.
- Ayudas más amplias.

Los resultados sugieren que no hay indicios claros sobre si un enfoque particular de interpretación funciona mejor que otro. Por otro lado, un estudio sugiere que un curso de inglés como segunda lengua que integra el conocimiento de los padres y su comportamiento, fue más eficaz que un curso estándar. Dada la poca cantidad de estudios, estos hallazgos pudieran no ser fiables.

### Servicios de emergencia
Los servicios de emergencia son una asistencia inmediata a la demanda de los ciudadanos de todo el país que se encuentren en una situación de riesgo personal o colectivo a través de una llamada telefónica. En España el número de emergencia es 112. Los servicios de emergencia en general son las siguientes:
- Accidente (Bomberos, Policía, Paramédicos).
- Rescate (Bomberos, Policía).
- Urgencia médica (Paramédicos).
- Incendio (Bomberos).
- Seguridad ciudadana (robo, agresión, violación, ) (Policía).
- Protección civil (catástrofe, terremoto) (Administraciones públicas, Ciudadanos).